# 哥倫比亞麗體魚
哥倫比亞麗體魚，為輻鰭魚綱鱸形目隆頭魚亞目慈鯛科的其中一種，分布於南美洲奧里諾科河流域，體長可達10.9公分，棲息在河川中底層水域，生活習性不明。

## 擴展閱讀
維基物種上的相關：哥倫比亞麗體魚